# Lombardiet Rundt 2023
Lombardiet Rundt 2023 var den 117. udgave af det italienske monument Lombardiet Rundt. Det 238 km lange linjeløb med 4.646 højdemeter blev kørt den 7. oktober 2023 med start i Como og mål i Bergamo. Løbet var 34. arrangement på UCI World Tour 2023.
Slovenske Tadej Pogačar fra UAE Team Emirates vandt løbet for tredje år i træk.

## Resultat
| \| Samlede stilling \| Samlede stilling \| Samlede stilling \| Samlede stilling \| Samlede stilling \| \| Rytter \| Rytter \| Hold \| Tid \| \| \| ---------------- \| ----------------- \| ------------------------ \| ---------------- \| ---------------- \| \| 1. \| Tadej Pogačar \| UAE Team Emirates \| 5t 55' 33" \| \| \| 2. \| Andrea Bagioli \| Soudal Quick-Step \| + 52" \| \| \| 3. \| Primož Roglič \| Jumbo-Visma \| + 52" \| \| \| 4. \| Aleksandr Vlasov \| Bora-Hansgrohe \| + 52" \| \| \| 5. \| Simon Yates \| Team Jayco AlUla \| + 52" \| \| \| 6. \| Adam Yates \| UAE Team Emirates \| + 52" \| \| \| 7. \| Carlos Rodríguez \| Ineos Grenadiers \| + 52" \| \| \| 8. \| Richard Carapaz \| EF Education-EasyPost \| + 1' 06" \| \| \| 9. \| Remco Evenepoel \| Soudal Quick-Step \| + 1' 26" \| \| \| 10. \| Andreas Kron \| Lotto Dstny \| + 1' 26" \| \| \| 11. \| Romain Bardet \| Team DSM-Firmenich \| + 1' 26" \| \| \| 12. \| Michael Woods \| Israel-Premier Tech \| + 1' 26" \| \| \| 13. \| Rui Costa \| Intermarché-Circus-Wanty \| + 1' 26" \| \| \| 14. \| Maxim Van Gils \| Lotto Dstny \| + 1' 30" \| \| \| 15. \| Nick Schultz \| Israel-Premier Tech \| + 1' 50" \| \| \| 16. \| Clément Berthet \| AG2R Citroën Team \| + 1' 50" \| \| \| 17. \| Chris Harper \| Team Jayco AlUla \| + 1' 50" \| \| \| 18. \| Lorenzo Fortunato \| Eolo-Kometa \| + 1' 50" \| \| \| 19. \| Marc Hirschi \| UAE Team Emirates \| + 2' 08" \| \| \| 20. \| Fausto Masnada \| Soudal Quick-Step \| + 2' 10" \| \| |                   |                          |            |
| |                   |                          |            |
| Kilde: ProCyclingStats |                   |                          |            |
| Samlede stilling |                   |                          |            |
| Rytter | Rytter            | Hold                     | Tid        |
| 1. | Tadej Pogačar     | UAE Team Emirates        | 5t 55' 33" |
| 2. | Andrea Bagioli    | Soudal Quick-Step        | + 52"      |
| 3. | Primož Roglič     | Jumbo-Visma              | + 52"      |
| 4. | Aleksandr Vlasov  | Bora-Hansgrohe           | + 52"      |
| 5. | Simon Yates       | Team Jayco AlUla         | + 52"      |
| 6. | Adam Yates        | UAE Team Emirates        | + 52"      |
| 7. | Carlos Rodríguez  | Ineos Grenadiers         | + 52"      |
| 8. | Richard Carapaz   | EF Education-EasyPost    | + 1' 06"   |
| 9. | Remco Evenepoel   | Soudal Quick-Step        | + 1' 26"   |
| 10. | Andreas Kron      | Lotto Dstny              | + 1' 26"   |
| 11. | Romain Bardet     | Team DSM-Firmenich       | + 1' 26"   |
| 12. | Michael Woods     | Israel-Premier Tech      | + 1' 26"   |
| 13. | Rui Costa         | Intermarché-Circus-Wanty | + 1' 26"   |
| 14. | Maxim Van Gils    | Lotto Dstny              | + 1' 30"   |
| 15. | Nick Schultz      | Israel-Premier Tech      | + 1' 50"   |
| 16. | Clément Berthet   | AG2R Citroën Team        | + 1' 50"   |
| 17. | Chris Harper      | Team Jayco AlUla         | + 1' 50"   |
| 18. | Lorenzo Fortunato | Eolo-Kometa              | + 1' 50"   |
| 19. | Marc Hirschi      | UAE Team Emirates        | + 2' 08"   |
| 20. | Fausto Masnada    | Soudal Quick-Step        | + 2' 10"   |

## Hold og ryttere
| UCI WorldTeams (18)- AG2R Citroën Team - Alpecin-Deceuninck - Astana Qazaqstan Team - Bahrain Victorious - Bora-Hansgrohe - Cofidis - EF Education-EasyPost - Groupama-FDJ - Ineos Grenadiers - Intermarché-Circus-Wanty - Jumbo-Visma - Lidl-Trek - Movistar Team - Soudal Quick-Step - Arkéa-Samsic - Team DSM-Firmenich - Team Jayco AlUla - UAE Team Emirates UCI ProTeams (7)- Eolo-Kometa - Green Project-Bardiani CSF-Faizanè - Israel-Premier Tech - Lotto Dstny - Q36.5 Pro Cycling Team - TotalEnergies - Tudor Pro Cycling Team |
| |

### Danske ryttere
| Danske ryttere på startlisten |                   |                       |           |
| Rygnummer                     | Rytter            | Hold                  | Placering |
| 57                            | Frederik Wandahl  | Bora-Hansgrohe        | DNF       |
| 75                            | Mikkel Honoré     | EF Education-EasyPost | DNF       |
| 131                           | Jakob Fuglsang    | Israel-Premier Tech   | 62        |
| 154                           | Asbjørn Hellemose | Lidl-Trek             | 73        |
| 162                           | Andreas Kron      | Lotto Dstny           | 10        |

* DNS = stillede ikke til start

* DNF = gennemførte ikke

### Startliste
| UAE Team Emirates UAD | UAE Team Emirates UAD          | UAE Team Emirates UAD |
| --------------------- | ------------------------------ | --------------------- |
| Nr.                   | Rytter                         | Placering             |
| 1                     | Tadej Pogačar (SLO) (landevej) | 1.                    |
| 2                     | Sjoerd Bax (NED)               | DNF                   |
| 3                     | Davide Formolo (ITA)           | DNF                   |
| 4                     | Marc Hirschi (SUI) (landevej)  | 19.                   |
| 5                     | Rafał Majka (POL)              | 25.                   |
| 6                     | Diego Ulissi (ITA)             | 41.                   |
| 7                     | Adam Yates (GBR)               | 6.                    |

| AG2R Citroën Team ACT | AG2R Citroën Team ACT        | AG2R Citroën Team ACT |
| --------------------- | ---------------------------- | --------------------- |
| Nr.                   | Rytter                       | Placering             |
| 11                    | Ben O'Connor (AUS)           | 34.                   |
| 12                    | Clément Berthet (FRA)        | 16.                   |
| 13                    | Felix Gall (AUT)             | 80.                   |
| 14                    | Valentin Paret-Peintre (FRA) | 101.                  |
| 15                    | Aurélien Paret-Peintre (FRA) | DNF                   |
| 16                    | Nicolas Prodhomme (FRA)      | 42.                   |
| 17                    | Larry Warbasse (USA)         | DNF                   |

| Alpecin-Deceuninck ADC | Alpecin-Deceuninck ADC  | Alpecin-Deceuninck ADC |
| ---------------------- | ----------------------- | ---------------------- |
| Nr.                    | Rytter                  | Placering              |
| 21                     | Stefano Oldani (ITA)    | 29.                    |
| 22                     | Tobias Bayer (AUT)      | 119.                   |
| 23                     | Nicola Conci (ITA)      | 60.                    |
| 24                     | Michael Gogl (AUT)      | DNF                    |
| 25                     | Jimmy Janssens (BEL)    | 89.                    |
| 26                     | Jason Osborne (GER)     | 51.                    |
| 27                     | Kristian Sbaragli (ITA) | 88.                    |

| Astana Qazaqstan Team AST | Astana Qazaqstan Team AST       | Astana Qazaqstan Team AST |
| ------------------------- | ------------------------------- | ------------------------- |
| Nr.                       | Rytter                          | Placering                 |
| 31                        | Simone Velasco (ITA) (landevej) | 104.                      |
| 32                        | Samuele Battistella (ITA)       | DNF                       |
| 33                        | David de la Cruz (ESP)          | DNF                       |
| 34                        | Fabio Felline (ITA)             | 112.                      |
| 35                        | Gianmarco Garofoli (ITA)        | 99.                       |
| 36                        | Gianni Moscon (ITA)             | DNF                       |
| 37                        | Cristian Scaroni (ITA)          | 69.                       |

| Bahrain Victorious TBV | Bahrain Victorious TBV    | Bahrain Victorious TBV |
| ---------------------- | ------------------------- | ---------------------- |
| Nr.                    | Rytter                    | Placering              |
| 41                     | Mikel Landa (ESP)         | DNF                    |
| 42                     | Santiago Buitrago (COL)   | 32.                    |
| 43                     | Nicolò Buratti (ITA)      | 82.                    |
| 44                     | Andrea Pasqualon (ITA)    | DNF                    |
| 45                     | Hermann Pernsteiner (AUT) | 76.                    |
| 46                     | Antonio Tiberi (ITA)      | 21.                    |
| 47                     | Edoardo Zambanini (ITA)   | 107.                   |

| Bora-Hansgrohe BOH | Bora-Hansgrohe BOH                | Bora-Hansgrohe BOH |
| ------------------ | --------------------------------- | ------------------ |
| Nr.                | Rytter                            | Placering          |
| 51                 | Jai Hindley (AUS)                 | 44.                |
| 52                 | Giovanni Aleotti (ITA)            | DNF                |
| 53                 | Emanuel Buchmann (GER) (landevej) | 59.                |
| 54                 | Sergio Higuita (COL)              | DNF                |
| 55                 | Bob Jungels (LUX)                 | 67.                |
| 56                 | Aleksandr Vlasov                  | 4.                 |
| 57                 | Frederik Wandahl (DEN)            | DNF                |

| Cofidis COF | Cofidis COF            | Cofidis COF |
| ----------- | ---------------------- | ----------- |
| Nr.         | Rytter                 | Placering   |
| 61          | Guillaume Martin (FRA) | 52.         |
| 62          | Jon Izagirre (ESP)     | 40.         |
| 63          | Victor Lafay (FRA)     | DNF         |
| 64          | Axel Mariault (FRA)    | HD          |
| 65          | Simon Geschke (GER)    | 90.         |
| 66          | Hugo Toumire (FRA)     | 118.        |
| 67          | Harrison Wood (GBR)    | DNF         |

| EF Education-EasyPost EFE | EF Education-EasyPost EFE        | EF Education-EasyPost EFE |
| ------------------------- | -------------------------------- | ------------------------- |
| Nr.                       | Rytter                           | Placering                 |
| 71                        | Richard Carapaz (ECU) (landevej) | 8.                        |
| 72                        | Jonathan Caicedo (ECU)           | 116.                      |
| 73                        | Esteban Chaves (COL) (landevej)  | 75.                       |
| 74                        | Ben Healy (IRL) (landevej)       | 30.                       |
| 75                        | Mikkel Honoré (DEN)              | DNF                       |
| 76                        | Andrea Piccolo (ITA)             | 100.                      |
| 77                        | Rigoberto Urán (COL)             | 35.                       |

| Eolo-Kometa EOK | Eolo-Kometa EOK           | Eolo-Kometa EOK |
| --------------- | ------------------------- | --------------- |
| Nr.             | Rytter                    | Placering       |
| 81              | Lorenzo Fortunato (ITA)   | 18.             |
| 82              | Mattia Bais (ITA)         | 61.             |
| 83              | Alessandro Fancellu (ITA) | DNF             |
| 84              | Erik Fetter (HUN)         | 46.             |
| 85              | Andrea Garosio (ITA)      | 86.             |
| 86              | Davide Piganzoli (ITA)    | 28.             |
| 87              | Diego Sevilla (ESP)       | 71.             |

| Green Project-Bardiani CSF-Faizanè BCF | Green Project-Bardiani CSF-Faizanè BCF | Green Project-Bardiani CSF-Faizanè BCF |
| -------------------------------------- | -------------------------------------- | -------------------------------------- |
| Nr.                                    | Rytter                                 | Placering                              |
| 91                                     | Luca Covili (ITA)                      | 55.                                    |
| 92                                     | Riccardo Lucca (ITA)                   | 115.                                   |
| 93                                     | Filippo Magli (ITA)                    | 87.                                    |
| 94                                     | Martin Marcellusi (ITA)                | 53.                                    |
| 95                                     | Henok Mulubrhan (ERI)                  | 113.                                   |
| 96                                     | Alex Tolio (ITA)                       | 68.                                    |
| 97                                     | Alessandro Tonelli (ITA)               | DNF                                    |

| Groupama-FDJ GFC | Groupama-FDJ GFC                  | Groupama-FDJ GFC |
| ---------------- | --------------------------------- | ---------------- |
| Nr.              | Rytter                            | Placering        |
| 101              | Thibaut Pinot (FRA)               | 37.              |
| 102              | Romain Grégoire (FRA)             | 91.              |
| 103              | Valentin Madouas (FRA) (landevej) | 27.              |
| 104              | Lenny Martinez (FRA)              | DNF              |
| 105              | Rudy Molard (FRA)                 | 39.              |
| 106              | Quentin Pacher (FRA)              | 38.              |
| 107              | Lars van den Berg (NED)           | 121.             |

| Ineos Grenadiers IGD | Ineos Grenadiers IGD   | Ineos Grenadiers IGD |
| -------------------- | ---------------------- | -------------------- |
| Nr.                  | Rytter                 | Placering            |
| 111                  | Carlos Rodríguez (ESP) | 7.                   |
| 112                  | Filippo Ganna (ITA)    | 117.                 |
| 113                  | Salvatore Puccio (ITA) | DNF                  |
| 114                  | Magnus Sheffield (USA) | 111.                 |
| 115                  | Pavel Sivakov (FRA)    | 45.                  |
| 116                  | Ben Swift (GBR)        | 103.                 |
| 117                  | Ben Turner (GBR)       | DNF                  |

| Intermarché-Circus-Wanty ICW | Intermarché-Circus-Wanty ICW | Intermarché-Circus-Wanty ICW |
| ---------------------------- | ---------------------------- | ---------------------------- |
| Nr.                          | Rytter                       | Placering                    |
| 121                          | Rui Costa (POR)              | 13.                          |
| 122                          | Niccolò Bonifazio (ITA)      | DNF                          |
| 123                          | Louis Meintjes (RSA)         | DNF                          |
| 124                          | Simone Petilli (ITA)         | 93.                          |
| 125                          | Lorenzo Rota (ITA)           | DNF                          |
| 126                          | Rein Taaramäe (EST)          | DNF                          |
| 127                          | Georg Zimmermann (GER)       | 95.                          |

| Israel-Premier Tech IPT | Israel-Premier Tech IPT | Israel-Premier Tech IPT |
| ----------------------- | ----------------------- | ----------------------- |
| Nr.                     | Rytter                  | Placering               |
| 131                     | Jakob Fuglsang (DEN)    | 62.                     |
| 132                     | Hugo Houle (CAN)        | DNF                     |
| 133                     | Krists Neilands (LAT)   | DNF                     |
| 134                     | Nick Schultz (AUS)      | 15.                     |
| 135                     | Dylan Teuns (BEL)       | DNF                     |
| 136                     | Stephen Williams (GBR)  | DNF                     |
| 137                     | Michael Woods (CAN)     | 12.                     |

| Jumbo-Visma TJV | Jumbo-Visma TJV                | Jumbo-Visma TJV |
| --------------- | ------------------------------ | --------------- |
| Nr.             | Rytter                         | Placering       |
| 141             | Primož Roglič (SLO)            | 3.              |
| 142             | Tiesj Benoot (BEL)             | 63.             |
| 143             | Koen Bouwman (NED)             | 105.            |
| 144             | Wilco Kelderman (NED)          | 65.             |
| 145             | Sam Oomen (NED)                | DNF             |
| 146             | Jan Tratnik (SLO)              | 47.             |
| 147             | Attila Valter (HUN) (landevej) | 22.             |

| Lidl-Trek LTK | Lidl-Trek LTK                 | Lidl-Trek LTK |
| ------------- | ----------------------------- | ------------- |
| Nr.           | Rytter                        | Placering     |
| 151           | Bauke Mollema (NED)           | 43.           |
| 152           | Julien Bernard (FRA)          | 74.           |
| 153           | Amanuel Ghebreigzabhier (ERI) | 78.           |
| 154           | Asbjørn Hellemose (DEN)       | 73.           |
| 155           | Juan Pedro López (ESP)        | DNF           |
| 156           | Jacopo Mosca (ITA)            | 110.          |
| 157           | Natnael Tesfatsion (ERI)      | 84.           |

| Lotto Dstny LTD | Lotto Dstny LTD           | Lotto Dstny LTD |
| --------------- | ------------------------- | --------------- |
| Nr.             | Rytter                    | Placering       |
| 161             | Thomas De Gendt (BEL)     | DNF             |
| 162             | Andreas Kron (DEN)        | 10.             |
| 163             | Sylvain Moniquet (BEL)    | 64.             |
| 164             | Mathijs Paasschens (NED)  | DNF             |
| 165             | Eduardo Sepúlveda (ARG)   | 54.             |
| 166             | Lennert Van Eetvelt (BEL) | DNF             |
| 167             | Maxim Van Gils (BEL)      | 14.             |

| Movistar Team MOV | Movistar Team MOV                  | Movistar Team MOV |
| ----------------- | ---------------------------------- | ----------------- |
| Nr.               | Rytter                             | Placering         |
| 171               | Enric Mas (ESP)                    | DNF               |
| 172               | Will Barta (USA)                   | 97.               |
| 173               | Imanol Erviti (ESP)                | 96.               |
| 174               | Matteo Jorgenson (USA)             | 23.               |
| 175               | Gregor Mühlberger (AUT) (landevej) | 48.               |
| 176               | Óscar Rodríguez (ESP)              | 98.               |
| 177               | Carlos Verona (ESP)                | 58.               |

| Q36.5 Pro Cycling Team Q36 | Q36.5 Pro Cycling Team Q36 | Q36.5 Pro Cycling Team Q36 |
| -------------------------- | -------------------------- | -------------------------- |
| Nr.                        | Rytter                     | Placering                  |
| 181                        | Gianluca Brambilla (ITA)   | 81.                        |
| 182                        | Negasi Abreha (ETH)        | DNF                        |
| 183                        | Walter Calzoni (ITA)       | DNF                        |
| 184                        | Corey Davis (USA)          | DNF                        |
| 185                        | Mark Donovan (GBR)         | 72.                        |
| 186                        | Damien Howson (AUS)        | HD                         |
| 187                        | Kamil Małecki (POL)        | DNF                        |

| Soudal Quick-Step SOQ | Soudal Quick-Step SOQ            | Soudal Quick-Step SOQ |
| --------------------- | -------------------------------- | --------------------- |
| Nr.                   | Rytter                           | Placering             |
| 191                   | Remco Evenepoel (BEL) (landevej) | 9.                    |
| 192                   | Julian Alaphilippe (FRA)         | 36.                   |
| 193                   | Andrea Bagioli (ITA)             | 2.                    |
| 194                   | Mattia Cattaneo (ITA)            | 70.                   |
| 195                   | Fausto Masnada (ITA)             | 20.                   |
| 196                   | Ilan Van Wilder (BEL)            | 66.                   |
| 197                   | Mauri Vansevenant (BEL)          | 31.                   |

| Arkéa-Samsic ARK | Arkéa-Samsic ARK          | Arkéa-Samsic ARK |
| ---------------- | ------------------------- | ---------------- |
| Nr.              | Rytter                    | Placering        |
| 201              | Warren Barguil (FRA)      | 24.              |
| 202              | Ewen Costiou (FRA)        | 92.              |
| 203              | Clément Champoussin (FRA) | 26.              |
| 204              | Simon Guglielmi (FRA)     | DNF              |
| 205              | Anthony Delaplace (FRA)   | DNF              |
| 206              | Kévin Vauquelin (FRA)     | DNF              |
| 207              | Alessandro Verre (ITA)    | DNF              |

| Team DSM-Firmenich DSM | Team DSM-Firmenich DSM        | Team DSM-Firmenich DSM |
| ---------------------- | ----------------------------- | ---------------------- |
| Nr.                    | Rytter                        | Placering              |
| 211                    | Romain Bardet (FRA)           | 11.                    |
| 212                    | Matthew Dinham (AUS)          | 102.                   |
| 213                    | Chris Hamilton (AUS)          | 56.                    |
| 214                    | Oscar Onley (GBR)             | 77.                    |
| 215                    | Jonas Iversby Hvideberg (NOR) | 108.                   |
| 216                    | Florian Stork (GER)           | 57.                    |
| 217                    | Kevin Vermaerke (USA)         | DNF                    |

| Team Jayco AlUla JAY | Team Jayco AlUla JAY       | Team Jayco AlUla JAY |
| -------------------- | -------------------------- | -------------------- |
| Nr.                  | Rytter                     | Placering            |
| 221                  | Simon Yates (GBR)          | 5.                   |
| 222                  | Kevin Colleoni (ITA)       | DNF                  |
| 223                  | Alessandro De Marchi (ITA) | 114.                 |
| 224                  | Eddie Dunbar (IRL)         | 106.                 |
| 225                  | Lucas Hamilton (AUS)       | 122.                 |
| 226                  | Chris Harper (AUS)         | 17.                  |
| 227                  | Filippo Zana (ITA)         | 79.                  |

| TotalEnergies TEN | TotalEnergies TEN       | TotalEnergies TEN |
| ----------------- | ----------------------- | ----------------- |
| Nr.               | Rytter                  | Placering         |
| 231               | Pierre Latour (FRA)     | 33.               |
| 232               | Jérémy Cabot (FRA)      | 49.               |
| 233               | Fabien Grellier (FRA)   | DNF               |
| 234               | Valentin Ferron (FRA)   | DNF               |
| 235               | Paul Ourselin (FRA)     | 50.               |
| 236               | Mattéo Vercher (FRA)    | DNF               |
| 237               | Alexis Vuillermoz (FRA) | 94.               |

| Tudor Pro Cycling Team TUD | Tudor Pro Cycling Team TUD  | Tudor Pro Cycling Team TUD |
| -------------------------- | --------------------------- | -------------------------- |
| Nr.                        | Rytter                      | Placering                  |
| 241                        | Simon Pellaud (SUI)         | DNF                        |
| 242                        | Jacob Eriksson (SWE)        | DNF                        |
| 243                        | Nils Brun (SUI)             | 109.                       |
| 244                        | Arthur Kluckers (LUX)       | DNF                        |
| 245                        | Sébastien Reichenbach (SUI) | 83.                        |
| 246                        | Yannis Voisard (SUI)        | 85.                        |
| 247                        | Hannes Wilksch (GER)        | 120.                       |

| UAE Team Emirates UAD | UAE Team Emirates UAD          | UAE Team Emirates UAD |
| --------------------- | ------------------------------ | --------------------- |
| Nr.                   | Rytter                         | Placering             |
| 1                     | Tadej Pogačar (SLO) (landevej) | 1.                    |
| 2                     | Sjoerd Bax (NED)               | DNF                   |
| 3                     | Davide Formolo (ITA)           | DNF                   |
| 4                     | Marc Hirschi (SUI) (landevej)  | 19.                   |
| 5                     | Rafał Majka (POL)              | 25.                   |
| 6                     | Diego Ulissi (ITA)             | 41.                   |
| 7                     | Adam Yates (GBR)               | 6.                    |

| AG2R Citroën Team ACT | AG2R Citroën Team ACT        | AG2R Citroën Team ACT |
| --------------------- | ---------------------------- | --------------------- |
| Nr.                   | Rytter                       | Placering             |
| 11                    | Ben O'Connor (AUS)           | 34.                   |
| 12                    | Clément Berthet (FRA)        | 16.                   |
| 13                    | Felix Gall (AUT)             | 80.                   |
| 14                    | Valentin Paret-Peintre (FRA) | 101.                  |
| 15                    | Aurélien Paret-Peintre (FRA) | DNF                   |
| 16                    | Nicolas Prodhomme (FRA)      | 42.                   |
| 17                    | Larry Warbasse (USA)         | DNF                   |

| Alpecin-Deceuninck ADC | Alpecin-Deceuninck ADC  | Alpecin-Deceuninck ADC |
| ---------------------- | ----------------------- | ---------------------- |
| Nr.                    | Rytter                  | Placering              |
| 21                     | Stefano Oldani (ITA)    | 29.                    |
| 22                     | Tobias Bayer (AUT)      | 119.                   |
| 23                     | Nicola Conci (ITA)      | 60.                    |
| 24                     | Michael Gogl (AUT)      | DNF                    |
| 25                     | Jimmy Janssens (BEL)    | 89.                    |
| 26                     | Jason Osborne (GER)     | 51.                    |
| 27                     | Kristian Sbaragli (ITA) | 88.                    |

| Astana Qazaqstan Team AST | Astana Qazaqstan Team AST       | Astana Qazaqstan Team AST |
| ------------------------- | ------------------------------- | ------------------------- |
| Nr.                       | Rytter                          | Placering                 |
| 31                        | Simone Velasco (ITA) (landevej) | 104.                      |
| 32                        | Samuele Battistella (ITA)       | DNF                       |
| 33                        | David de la Cruz (ESP)          | DNF                       |
| 34                        | Fabio Felline (ITA)             | 112.                      |
| 35                        | Gianmarco Garofoli (ITA)        | 99.                       |
| 36                        | Gianni Moscon (ITA)             | DNF                       |
| 37                        | Cristian Scaroni (ITA)          | 69.                       |

| Bahrain Victorious TBV | Bahrain Victorious TBV    | Bahrain Victorious TBV |
| ---------------------- | ------------------------- | ---------------------- |
| Nr.                    | Rytter                    | Placering              |
| 41                     | Mikel Landa (ESP)         | DNF                    |
| 42                     | Santiago Buitrago (COL)   | 32.                    |
| 43                     | Nicolò Buratti (ITA)      | 82.                    |
| 44                     | Andrea Pasqualon (ITA)    | DNF                    |
| 45                     | Hermann Pernsteiner (AUT) | 76.                    |
| 46                     | Antonio Tiberi (ITA)      | 21.                    |
| 47                     | Edoardo Zambanini (ITA)   | 107.                   |

| Bora-Hansgrohe BOH | Bora-Hansgrohe BOH                | Bora-Hansgrohe BOH |
| ------------------ | --------------------------------- | ------------------ |
| Nr.                | Rytter                            | Placering          |
| 51                 | Jai Hindley (AUS)                 | 44.                |
| 52                 | Giovanni Aleotti (ITA)            | DNF                |
| 53                 | Emanuel Buchmann (GER) (landevej) | 59.                |
| 54                 | Sergio Higuita (COL)              | DNF                |
| 55                 | Bob Jungels (LUX)                 | 67.                |
| 56                 | Aleksandr Vlasov                  | 4.                 |
| 57                 | Frederik Wandahl (DEN)            | DNF                |

| Cofidis COF | Cofidis COF            | Cofidis COF |
| ----------- | ---------------------- | ----------- |
| Nr.         | Rytter                 | Placering   |
| 61          | Guillaume Martin (FRA) | 52.         |
| 62          | Jon Izagirre (ESP)     | 40.         |
| 63          | Victor Lafay (FRA)     | DNF         |
| 64          | Axel Mariault (FRA)    | HD          |
| 65          | Simon Geschke (GER)    | 90.         |
| 66          | Hugo Toumire (FRA)     | 118.        |
| 67          | Harrison Wood (GBR)    | DNF         |

| EF Education-EasyPost EFE | EF Education-EasyPost EFE        | EF Education-EasyPost EFE |
| ------------------------- | -------------------------------- | ------------------------- |
| Nr.                       | Rytter                           | Placering                 |
| 71                        | Richard Carapaz (ECU) (landevej) | 8.                        |
| 72                        | Jonathan Caicedo (ECU)           | 116.                      |
| 73                        | Esteban Chaves (COL) (landevej)  | 75.                       |
| 74                        | Ben Healy (IRL) (landevej)       | 30.                       |
| 75                        | Mikkel Honoré (DEN)              | DNF                       |
| 76                        | Andrea Piccolo (ITA)             | 100.                      |
| 77                        | Rigoberto Urán (COL)             | 35.                       |

| Eolo-Kometa EOK | Eolo-Kometa EOK           | Eolo-Kometa EOK |
| --------------- | ------------------------- | --------------- |
| Nr.             | Rytter                    | Placering       |
| 81              | Lorenzo Fortunato (ITA)   | 18.             |
| 82              | Mattia Bais (ITA)         | 61.             |
| 83              | Alessandro Fancellu (ITA) | DNF             |
| 84              | Erik Fetter (HUN)         | 46.             |
| 85              | Andrea Garosio (ITA)      | 86.             |
| 86              | Davide Piganzoli (ITA)    | 28.             |
| 87              | Diego Sevilla (ESP)       | 71.             |

| Green Project-Bardiani CSF-Faizanè BCF | Green Project-Bardiani CSF-Faizanè BCF | Green Project-Bardiani CSF-Faizanè BCF |
| -------------------------------------- | -------------------------------------- | -------------------------------------- |
| Nr.                                    | Rytter                                 | Placering                              |
| 91                                     | Luca Covili (ITA)                      | 55.                                    |
| 92                                     | Riccardo Lucca (ITA)                   | 115.                                   |
| 93                                     | Filippo Magli (ITA)                    | 87.                                    |
| 94                                     | Martin Marcellusi (ITA)                | 53.                                    |
| 95                                     | Henok Mulubrhan (ERI)                  | 113.                                   |
| 96                                     | Alex Tolio (ITA)                       | 68.                                    |
| 97                                     | Alessandro Tonelli (ITA)               | DNF                                    |

| Groupama-FDJ GFC | Groupama-FDJ GFC                  | Groupama-FDJ GFC |
| ---------------- | --------------------------------- | ---------------- |
| Nr.              | Rytter                            | Placering        |
| 101              | Thibaut Pinot (FRA)               | 37.              |
| 102              | Romain Grégoire (FRA)             | 91.              |
| 103              | Valentin Madouas (FRA) (landevej) | 27.              |
| 104              | Lenny Martinez (FRA)              | DNF              |
| 105              | Rudy Molard (FRA)                 | 39.              |
| 106              | Quentin Pacher (FRA)              | 38.              |
| 107              | Lars van den Berg (NED)           | 121.             |

| Ineos Grenadiers IGD | Ineos Grenadiers IGD   | Ineos Grenadiers IGD |
| -------------------- | ---------------------- | -------------------- |
| Nr.                  | Rytter                 | Placering            |
| 111                  | Carlos Rodríguez (ESP) | 7.                   |
| 112                  | Filippo Ganna (ITA)    | 117.                 |
| 113                  | Salvatore Puccio (ITA) | DNF                  |
| 114                  | Magnus Sheffield (USA) | 111.                 |
| 115                  | Pavel Sivakov (FRA)    | 45.                  |
| 116                  | Ben Swift (GBR)        | 103.                 |
| 117                  | Ben Turner (GBR)       | DNF                  |

| Intermarché-Circus-Wanty ICW | Intermarché-Circus-Wanty ICW | Intermarché-Circus-Wanty ICW |
| ---------------------------- | ---------------------------- | ---------------------------- |
| Nr.                          | Rytter                       | Placering                    |
| 121                          | Rui Costa (POR)              | 13.                          |
| 122                          | Niccolò Bonifazio (ITA)      | DNF                          |
| 123                          | Louis Meintjes (RSA)         | DNF                          |
| 124                          | Simone Petilli (ITA)         | 93.                          |
| 125                          | Lorenzo Rota (ITA)           | DNF                          |
| 126                          | Rein Taaramäe (EST)          | DNF                          |
| 127                          | Georg Zimmermann (GER)       | 95.                          |

| Israel-Premier Tech IPT | Israel-Premier Tech IPT | Israel-Premier Tech IPT |
| ----------------------- | ----------------------- | ----------------------- |
| Nr.                     | Rytter                  | Placering               |
| 131                     | Jakob Fuglsang (DEN)    | 62.                     |
| 132                     | Hugo Houle (CAN)        | DNF                     |
| 133                     | Krists Neilands (LAT)   | DNF                     |
| 134                     | Nick Schultz (AUS)      | 15.                     |
| 135                     | Dylan Teuns (BEL)       | DNF                     |
| 136                     | Stephen Williams (GBR)  | DNF                     |
| 137                     | Michael Woods (CAN)     | 12.                     |

| Jumbo-Visma TJV | Jumbo-Visma TJV                | Jumbo-Visma TJV |
| --------------- | ------------------------------ | --------------- |
| Nr.             | Rytter                         | Placering       |
| 141             | Primož Roglič (SLO)            | 3.              |
| 142             | Tiesj Benoot (BEL)             | 63.             |
| 143             | Koen Bouwman (NED)             | 105.            |
| 144             | Wilco Kelderman (NED)          | 65.             |
| 145             | Sam Oomen (NED)                | DNF             |
| 146             | Jan Tratnik (SLO)              | 47.             |
| 147             | Attila Valter (HUN) (landevej) | 22.             |

| Lidl-Trek LTK | Lidl-Trek LTK                 | Lidl-Trek LTK |
| ------------- | ----------------------------- | ------------- |
| Nr.           | Rytter                        | Placering     |
| 151           | Bauke Mollema (NED)           | 43.           |
| 152           | Julien Bernard (FRA)          | 74.           |
| 153           | Amanuel Ghebreigzabhier (ERI) | 78.           |
| 154           | Asbjørn Hellemose (DEN)       | 73.           |
| 155           | Juan Pedro López (ESP)        | DNF           |
| 156           | Jacopo Mosca (ITA)            | 110.          |
| 157           | Natnael Tesfatsion (ERI)      | 84.           |

| Lotto Dstny LTD | Lotto Dstny LTD           | Lotto Dstny LTD |
| --------------- | ------------------------- | --------------- |
| Nr.             | Rytter                    | Placering       |
| 161             | Thomas De Gendt (BEL)     | DNF             |
| 162             | Andreas Kron (DEN)        | 10.             |
| 163             | Sylvain Moniquet (BEL)    | 64.             |
| 164             | Mathijs Paasschens (NED)  | DNF             |
| 165             | Eduardo Sepúlveda (ARG)   | 54.             |
| 166             | Lennert Van Eetvelt (BEL) | DNF             |
| 167             | Maxim Van Gils (BEL)      | 14.             |

| Movistar Team MOV | Movistar Team MOV                  | Movistar Team MOV |
| ----------------- | ---------------------------------- | ----------------- |
| Nr.               | Rytter                             | Placering         |
| 171               | Enric Mas (ESP)                    | DNF               |
| 172               | Will Barta (USA)                   | 97.               |
| 173               | Imanol Erviti (ESP)                | 96.               |
| 174               | Matteo Jorgenson (USA)             | 23.               |
| 175               | Gregor Mühlberger (AUT) (landevej) | 48.               |
| 176               | Óscar Rodríguez (ESP)              | 98.               |
| 177               | Carlos Verona (ESP)                | 58.               |

| Q36.5 Pro Cycling Team Q36 | Q36.5 Pro Cycling Team Q36 | Q36.5 Pro Cycling Team Q36 |
| -------------------------- | -------------------------- | -------------------------- |
| Nr.                        | Rytter                     | Placering                  |
| 181                        | Gianluca Brambilla (ITA)   | 81.                        |
| 182                        | Negasi Abreha (ETH)        | DNF                        |
| 183                        | Walter Calzoni (ITA)       | DNF                        |
| 184                        | Corey Davis (USA)          | DNF                        |
| 185                        | Mark Donovan (GBR)         | 72.                        |
| 186                        | Damien Howson (AUS)        | HD                         |
| 187                        | Kamil Małecki (POL)        | DNF                        |

| Soudal Quick-Step SOQ | Soudal Quick-Step SOQ            | Soudal Quick-Step SOQ |
| --------------------- | -------------------------------- | --------------------- |
| Nr.                   | Rytter                           | Placering             |
| 191                   | Remco Evenepoel (BEL) (landevej) | 9.                    |
| 192                   | Julian Alaphilippe (FRA)         | 36.                   |
| 193                   | Andrea Bagioli (ITA)             | 2.                    |
| 194                   | Mattia Cattaneo (ITA)            | 70.                   |
| 195                   | Fausto Masnada (ITA)             | 20.                   |
| 196                   | Ilan Van Wilder (BEL)            | 66.                   |
| 197                   | Mauri Vansevenant (BEL)          | 31.                   |

| Arkéa-Samsic ARK | Arkéa-Samsic ARK          | Arkéa-Samsic ARK |
| ---------------- | ------------------------- | ---------------- |
| Nr.              | Rytter                    | Placering        |
| 201              | Warren Barguil (FRA)      | 24.              |
| 202              | Ewen Costiou (FRA)        | 92.              |
| 203              | Clément Champoussin (FRA) | 26.              |
| 204              | Simon Guglielmi (FRA)     | DNF              |
| 205              | Anthony Delaplace (FRA)   | DNF              |
| 206              | Kévin Vauquelin (FRA)     | DNF              |
| 207              | Alessandro Verre (ITA)    | DNF              |

| Team DSM-Firmenich DSM | Team DSM-Firmenich DSM        | Team DSM-Firmenich DSM |
| ---------------------- | ----------------------------- | ---------------------- |
| Nr.                    | Rytter                        | Placering              |
| 211                    | Romain Bardet (FRA)           | 11.                    |
| 212                    | Matthew Dinham (AUS)          | 102.                   |
| 213                    | Chris Hamilton (AUS)          | 56.                    |
| 214                    | Oscar Onley (GBR)             | 77.                    |
| 215                    | Jonas Iversby Hvideberg (NOR) | 108.                   |
| 216                    | Florian Stork (GER)           | 57.                    |
| 217                    | Kevin Vermaerke (USA)         | DNF                    |

| Team Jayco AlUla JAY | Team Jayco AlUla JAY       | Team Jayco AlUla JAY |
| -------------------- | -------------------------- | -------------------- |
| Nr.                  | Rytter                     | Placering            |
| 221                  | Simon Yates (GBR)          | 5.                   |
| 222                  | Kevin Colleoni (ITA)       | DNF                  |
| 223                  | Alessandro De Marchi (ITA) | 114.                 |
| 224                  | Eddie Dunbar (IRL)         | 106.                 |
| 225                  | Lucas Hamilton (AUS)       | 122.                 |
| 226                  | Chris Harper (AUS)         | 17.                  |
| 227                  | Filippo Zana (ITA)         | 79.                  |

| TotalEnergies TEN | TotalEnergies TEN       | TotalEnergies TEN |
| ----------------- | ----------------------- | ----------------- |
| Nr.               | Rytter                  | Placering         |
| 231               | Pierre Latour (FRA)     | 33.               |
| 232               | Jérémy Cabot (FRA)      | 49.               |
| 233               | Fabien Grellier (FRA)   | DNF               |
| 234               | Valentin Ferron (FRA)   | DNF               |
| 235               | Paul Ourselin (FRA)     | 50.               |
| 236               | Mattéo Vercher (FRA)    | DNF               |
| 237               | Alexis Vuillermoz (FRA) | 94.               |

| Tudor Pro Cycling Team TUD | Tudor Pro Cycling Team TUD  | Tudor Pro Cycling Team TUD |
| -------------------------- | --------------------------- | -------------------------- |
| Nr.                        | Rytter                      | Placering                  |
| 241                        | Simon Pellaud (SUI)         | DNF                        |
| 242                        | Jacob Eriksson (SWE)        | DNF                        |
| 243                        | Nils Brun (SUI)             | 109.                       |
| 244                        | Arthur Kluckers (LUX)       | DNF                        |
| 245                        | Sébastien Reichenbach (SUI) | 83.                        |
| 246                        | Yannis Voisard (SUI)        | 85.                        |
| 247                        | Hannes Wilksch (GER)        | 120.                       |